# ぐるっと関西おひるまえ
『ぐるっと関西おひるまえ』（ぐるっとかんさい おひるまえ）は、近畿地方のNHK総合テレビジョンで2003年4月3日から放送されているNHK大阪放送局制作の情報バラエティ番組である。略称は「ぐるかん」（新聞テレビ欄にも略称名で表記がされている）。
2022年の改編から番組ロゴを『ぐるかん -GURUTTO KANSAI OHIRUMAE-』としている。キャッチフレーズは「関西たっぷり、あなたとつながる」。

## 概要
NHK大阪放送局内のBKプラザスタジオからの公開生放送で、放送中はスタジオの窓越しから自由に見学することが可能。2020年に日本国内で新型コロナウイルス感染症の流行が始まるまでは、スタジオ内での観覧も原則として認めていた。
2008年4月にBKプラザのデジタル対応化工事が完了してからは、ハイビジョン対応で放送。地上アナログ放送では2009年度まで、16:9の画面サイズを4:3のサイズに変換していた。2010年度にはレターボックス技術によって16:9のサイズで放送していたが、2011年7月25日（月曜日）放送分から地上デジタル放送へ完全に移行している。
2012年度から出演者を大幅に変更。平日では、全曜日の司会に大平サブローを起用したほか、金曜以外の曜日で河島あみる（河島英五の長女）とコンビを組むようになった。サブローがNHKの番組にレギュラーで出演することは芸能生活37年目で初めてで、土曜日には宝塚歌劇団所属の若手女優が「ゲストMC」として週替わりで登場していた。
2013年度からは、『週末応援ナビ☆あほやねん!すきやねん!』を土曜日に放送することに伴って、平日のみの放送に移行。金・土曜日に司会を務めていた田中さなえ（松竹芸能所属のタレント）に代わって、毎日放送のアナウンサー時代にサブローと番組でたびたび共演していた八木早希（フリーアナウンサー）を金曜日の司会に迎えた。2011年3月に毎日放送を退社していた八木が、NHKの番組にレギュラーで出演することは初めてであった。また、金曜日に限って放送時間を11:05 - 12:00に拡大した。
もっとも、通常編成における放送時間は、「気象情報」（天気予報）の内包の有無などによって数回変更。「気象情報」を内包していた時期にはNHK大阪放送局と契約している気象予報士もBKプラザスタジオに登場していたが、2019年度以降は全曜日で放送時間を11:30 - 11:54に統一していて、当番組の直後に「気象情報」を単独番組として12:00まで放送している（詳細後述）。特別編成（国会・野球中継など）との兼ね合いで放送時間を短縮することや、当番組をあらかじめ休止したうえで「気象情報」だけを放送することも多い。
月 - 木曜日にはサブローと河島が10年間、金曜日にはサブローと八木が9年間にわたって共同で司会を務めてきたが、3人とも2021年度限りでレギュラー出演を終了。2022年度からは、週替わりで武田訓佳（タレント）と荒山沙織（NHK大阪放送局の契約キャスター）が単独で進行するようになった。ただし、放送日によっては担当週でない司会が代行したり、八木が臨時に代行することがある。

## 放送時間
|                              | 月 - 木       | 金            | 土                     |
| ---------------------------- | ------------- | ------------- | ---------------------- |
| 2003年4月3日 - 2007年3月16日 | 11:05 - 11:54 | 11:05 - 11:54 | （ぐるっと関西プラス） |
| 2007年4月2日 - 2008年3月12日 | 11:30 - 11:54 | 11:30 - 11:54 | （ぐるっと関西プラス） |
| 2008年4月4日 - 2009年3月     | 11:30 - 12:00 | 11:30 - 12:00 | （ぐるっと関西プラス） |
| 2009年4月4日 - 2011年3月     | 11:30 - 12:00 | 11:30 - 12:00 | 10:50-12:00            |
| 2011年4月9日 - 2013年3月     | 11:30 - 12:00 | 11:30 - 12:00 | 11:15-12:00            |
| 2013年4月 - 2017年3月        | 11:30 - 12:00 | 11:05-12:00   | 放送終了               |
| 2017年4月 - 2018年3月        | 11:30 - 12:00 | 11:45 - 12:00 | 放送終了               |
| 2018年4月 - 2019年3月        | 11:30 - 11:54 | 11:45 - 11:54 | 放送終了               |
| 2019年4月 -                  | 11:30 - 11:54 | 11:30 - 11:54 | 放送終了               |

- 祝日および年末年始、国会中継（代表質問・予算委員会など）が放送される場合や高校野球期間中は休止。また、メジャーリーグやオリンピックなどのスポーツ中継がある場合も放送時間短縮もしくは休止で対応する。さらに重大ニュースや台風・大雨・地震（おおむね震度5弱以上および津波警報・注意報発令時）などの災害発生時に近畿ブロック向け特設ニュースもしくは東京発の全国向け特設ニュースが組まれた場合、放送時間が短縮もしくは中止される。
  - ただし、国会中継が組まれている場合は、2008年度から2017年度まで大阪局では11:54から気象情報と翌日の告知のみを放送していた。その他の地域では、気象情報のみを東京や各府県域局から放送するが、11:57まで3分間のみ大阪局からネットする局（和歌山・奈良）や、全編大阪局ネット受けとなる局もあった。
  - まれに、国政選挙や都道府県知事に伴う経歴放送のために11:54で終了し、気象情報だけを別枠で放送することもある。特に大規模な国政選挙（参議院議員通常選挙・衆議院議員総選挙）や統一地方選挙で選挙が集中して開催される場合はそれらに配慮する形で、経歴・政見放送が実施の地域の有無に関わらずこの番組を11:54で一旦終わらせて、気象情報は別枠扱いとすることもある。
  - 2022年7月8日は番組放送中の11:42頃に「安倍元首相 奈良市で演説中に倒れる 出血している模様 銃声のような音」という安倍晋三銃撃事件の第一報を伝えるニュース速報のテロップが画面上部に表示され、この直後に東京からの緊急ニュースに切り替わり打ち切られた。
- 他のブロックワイドを行う地域では、11時台後半に各局独自編成への飛び降りポイントを設定しているところが多い。ただ、この番組は府県別編成の時間（飛び降りポイント）は定めておらず、原則全編大阪からのものをそのままネットしている（ただしこの番組の以前にやっていた「くらしのチャンネル」などでは府県別編成を行う時間はあった）。
- 毎月1日[注釈 2]は、緊急警報放送の試験信号を送出するため、1分早く放送終了する。

気象情報の扱い
- 2007年度までは、11:54に番組を終了した上で、東京から全国の気象情報を放送した後に、近畿地方向けに放送していた。
- 2008年4月から2018年3月までは、東京からの気象情報をネットをとりやめ。番組枠を12:00まで延長したうえで、天気は全国分を含め、本番組のスタジオから伝える形式に変更し、気象予報士による近畿地方に特化した解説が行われるようになった（2013年4月から2016年3月まで土曜日同時間帯に放送された『学校再発見バラエティー あほやねん! すきやねん!』も同様だった）。2018年3月まで、正午前の全国気象情報を自局で放送していたのは、近畿地方のみであった（2024年4月現在は平日13時台及び同14時台の『列島ニュース』の全国気象情報を全国に向けて自局で放送している）。
  - 日曜祝日や年末年始など当番組の放送がない日は従来通り気象情報を東京から放送していた。
  - 高校野球や国会中継、特別編成で当番組が休止となる日は、気象情報を東京から放送するときがあった。
- 2018年4月からは放送時間を11:54までに戻し東京発の気象情報のネット受けが復活した。大阪発の気象情報は11:57から放送するようになった。だが、2019年4月から11:54の全国の気象情報のネットを打ち切って再び6分間全て大阪発の気象情報に戻した（土日祝日・年末年始は従来通り11:54 - 11:57は東京発の全国の気象情報をネット）が、別枠扱いは変わらず。

## 番組内容
『とっておき関西おひるまえ』を継承して本番組が誕生したため、一部内容を引き継いでいる。
平日
- ぐるかんラッキーベル
- ぐるっと関西
  - 月曜日 BKスタジオ：大津 スタジオ中継：和歌山、奈良
  - 火曜日 BKスタジオ：神戸 スタジオ中継：大津、奈良
  - 水曜日 BKスタジオ：和歌山 スタジオ中継：京都、神戸
  - 木曜日 BKスタジオ：京都 スタジオ中継：大津、和歌山
  - 金曜日 BKスタジオ：奈良 スタジオ中継：京都、神戸

（前者は以前の“情報たっぷり○○”に準じ、各局のリポーターがBKスタジオに登場しVTR説明する。後者は“情報トレイン”に相当するが、放送時間短縮で各曜日2局のみ。ただし、時間や中継局の都合で1局または無しになる場合もあり）
- ひるコレ
- コレいく？
- ゆるパラ(金曜のみ)
- 知っ得NHK
- つなかん
- 気象情報 （11:57から大阪と神戸以外は各府県向け）

2025年5月2日から毎週金曜日は、「ぐるっと万博おひるまえ」として、大阪・関西万博内のサテライトスタジオやパビリオンから中継を行う。

## 出演者
| 年度   | 出演者   | 担当     | 備考              |
| ------ | -------- | -------- | ----------------- |
| 2022 - | 武田訓佳 | 総合司会 | タレント          |
| 2022 - | 荒山沙織 | 総合司会 | NHK契約キャスター |

### 過去の出演者
| 年度        | 出演者       | 担当                         | 備考               |
| ----------- | ------------ | ---------------------------- | ------------------ |
| 2003 - 2004 | 伊藤雄彦     | 総合司会                     | NHKアナウンサー    |
| 2003 - 2004 | 塚原愛       | 司会                         | NHKアナウンサー    |
| 2003 - 2006 | 亀山房代     | 司会                         | タレント           |
| 2005 - 2006 | 小寺康雄     | 総合司会                     | NHKアナウンサー    |
| 2005        | 田代杏子     | 司会                         | NHKアナウンサー    |
| 2006 - 2007 | 井上智栄子   | 司会                         | タレント           |
| 2007 - 2008 | 添田尚子     | 総合司会                     | 契約キャスター     |
| 2008 - 2010 | 井田寛子     | 平日気象情報                 | 気象予報士         |
| 2008 - 2011 | 茂山宗彦     | 月曜・火曜司会               | 狂言師             |
| 2008 - 2011 | 桂よね吉     | 水曜・木曜司会               | 落語家             |
| 2009 - 2010 | 秋鹿真人     | 土曜総合司会                 | NHKアナウンサー    |
| 2009 - 2011 | 萩原真紀     | 月曜 - 木曜総合司会          | 契約キャスター     |
| 2009 - 2012 | 田中さなえ   | 金曜・土曜司会               | タレント           |
| 2009 - 2012 | 吉村真希     | 土曜気象情報                 | 気象予報士         |
| 2011        | 大山武人     | 金曜・土曜総合司会           | NHKアナウンサー    |
| 2011 - 2012 | 虫鹿里佳     | 平日気象情報                 | 気象予報士         |
| 2012        | 根岸昌史     | 土曜総合司会                 | NHKアナウンサー    |
| 2012 - 2015 | 菊池真以     | 平日気象情報                 | 気象予報士         |
| 2015 - 2016 | 三宅惇子     | 平日気象情報                 | 気象予報士         |
| 2016 - 2017 | 山神明理     | 平日気象情報                 | 気象予報士         |
| 2012 - 2022 | 大平サブロー | 月曜 - 金曜司会              | タレント           |
| 2012 - 2022 | 河島あみる   | 月曜 - 木曜司会              | タレント           |
| 2013 - 2022 | 八木早希     | 金曜司会                     | フリーアナウンサー |
| ?? - 2022   | 原田伸郎     | 木曜「伸郎のあいにいきます」 | タレント           |